# Nucleul lenticular
Nucleul lenticular sau nucleul lentiform (Nucleus lentiformis) este o masă de substanță cenușie care face parte din nucleii cenușii (bazali) ai telencefalului, situată în afara capsulei interne. Nucleul lenticular este împărțit în 2 părți de o bandă de substanță albă – lama medulară laterală a nucleului lenticular (Lamina medullaris lateralis nuclei lentiformis): o parte laterală – putamen (Putamen) și o parte medială - globul palid (Globus pallidus) care la rândul lui este împărțit în două segmente de lama medulară medială a nucleului lenticular (Lamina medullaris medialis nuclei lentiformis): segmentul lateral - globul palid lateral (Globus pallidus lateralis) și segmentul medial - globul palid medial (Globus pallidus medialis).